# Sámano
Sámano es una localidad y junta vecinal del municipio de Castro-Urdiales (España). 
En el año 2018 contaba con una población de 2.907 habitantes (INE). 
La localidad se encuentra a 50 metros de altitud sobre el nivel del mar, y a 3,5 kilómetros de la capital municipal, Castro-Urdiales.

## Administración
Sámano, como Junta Vecinal ostenta la condición de entidad local de ámbito territorial inferior al municipio y está dotada de personalidad jurídica propia y plena capacidad de obrar y goza de las potestades y prerrogativas establecidas para las Administraciones Públicas; tiene las mismas potestades y prerrogativas que las previstas por las leyes para los municipios, con excepción de la potestad expropiatoria y de la potestad tributaria. 
Son competencias de la Junta Vecinal la administración y conservación de su patrimonio y la prestación de servicios y ejecución de obras que sean de exclusivo interés de la entidad local menor.
Son órganos de la entidad local el alcalde presidente, como órgano unipersonal ejecutivo y la Junta, como órgano colegiado, integrado por el presidente y cuatro vocales.
El mandato de los miembros de la Junta Vecinal es el mismo que el de los Ayuntamientos (4 años).
El Presidente de la Junta Vecinal es elegido directamente por los electores en las elecciones locales, los Vocales son designados a propuesta de los distintos partidos políticos.

## Barrios
- Helguera
- Pino
- Ornas
- Momeñe
- Hoz
- Montealegre
- Prado
- Laiseca
- Sangazo
- La Lastrilla
- El Moral
- Mellín
- Dombergón
- La Torquilla

## Demografía
| Gráfica de evolución demográfica de Sámano entre 1842 y 1860 |
| |
| Población de derecho según los censos de población del INE Población de hecho según los censos de población del INEEntre el censo de 1877 y el anterior, este municipio desaparece porque se integra en el municipio Castro Urdiales. |

## Patrimonio
Destaca del lugar, la cueva Juan Gómez, descubierta en los años 70 que posee una serie de seis figuras datadas en el Paleolítico. 
Destaca también la cueva de La Lastrilla, declarada Bien de Interés Cultural con la categoría de zona arqueológica en 1998 y el castro de Peña Sámano, declarado Bien de Interés Cultural con la categoría de zona arqueológica en 2002. Comparte nombre con el río Sámano.
Otros bienes significativos son:
- Iglesia de San Nicolás de Bari (Sámano)
- Iglesia de San Andrés (Montealegre)
- Ermita de Helguera
- Puente medieval del Moral
- Depósitos de Agua de Dombergón
- Ilso de Anguia (Cordal del Ventoso)
- Bosque de La Cubilla

## Festejos
- Fiestas de San Juan – Helguera
- Fiestas del Carmen – Montealegre
- Fiestas de San Emeterio y San Celedonio - Sámano
- Fiestas de Nuestra Señora del Rosario (Patrona de Sámano) - Sámano

## Símbolos
El 4 de abril de 2019 el Consejo de Gobierno de Cantabria decidía aprobar los símbolos de la localidad de Sámano, en el municipio de Castro-Urdiales, que reflejan conforme a las normas de la heráldica, los hechos más relevantes y peculiares de su pasado histórico.
Las propuestas acerca del escudo y bandera a adoptar, fueron realizadas por la Sociedad Española de Vexilología.